# Neoarisemus brunneus
Neoarisemus brunneus är en tvåvingeart som beskrevs av Duckhouse 1987. Neoarisemus brunneus ingår i släktet Neoarisemus och familjen fjärilsmyggor.
Artens utbredningsområde är Tanzania. Inga underarter finns listade i Catalogue of Life.